# Superman / Shazam!: The Return of Black Adam
Superman / Shazam !: The Return of Black Adam (ou no Brasil: Superman / Shazam: O Retorno do Adão Negro) é um Curta-metragem dirigido por Joaquim dos Santos e é baseado na série de curtas da DC Comics: DC Showcase.

## Sinopse
A Warner Bros. e DC Entertainment lançam Superman e Shazam: O Retorno do Adão Negro (The Return of Black Adam), sendo o início de uma série de mídias que serão produzidas, esta versão conta com três clássicas aventuras dos heróis Jonah Hex, Arqueiro Verde e Espectro, além do curta inédito que dá nome a produção. Neste encontro entre Superman e Shazam, Clark Kent conhece a história de Billy Batson, que foi escolhido por um antigo mago para representar o bem invocando o nome de um poderoso bruxo: Shazam. Seus poderes logo aparecem, e ele descobre que está sendo perseguido por um maligno vilão chamado Adão Negro, cujos poderes são tão fortes que nem o Superman é capaz de detê-lo.

## Dubladores

### Estados Unidos
- George Newbern como Kal-El / Clark Kent / Superman
- Jerry O'Connell como Capitão Marvel
- Arnold Vosloo como Adão Negro
- Zach Callison como Billy Batson
- James Garner como Mago Shazam
- Josh Keaton como Punk, o namorado de Sally (não creditado)
- Danica McKellar como Sally
- Kevin Michael Richardson como senhor Tawky Tawny

### Brasil
- Guilherme Briggs - Superman
- Reginaldo Primo - Capitão Marvel
- Francisco Júnior - Adão Negro
- Erick Bougleoux - Billy Batson
- Walmir Barbosa - Mago Shazam
- Mauro Ramos - senhor Tawky Tawny
- Charles Emmanuel - Punk

Outras vozes: Roberto Nogueira, Sérgio Muniz

Direção: Miriam Ficher